# Jevgenij Redkin
Jevgenij Leonidovič Redkin (rusky: Евгений Леонидович Редькин, * 2. února 1970, Chanty-Mansijsk) je bývalý ruský biatlonista, který reprezentoval Sovětský svaz, Společenství nezávislých států a Rusko.
Je držitelem zlaté olympijské medaile z vytrvalostního závodu (20 km) na olympiádě v Albertville roku 1992. Zde reprezentoval tzv. Sjednocený tým, který sdružoval sportovce právě se rozpadajícího Sovětského svazu (tehdy se pro ně užívala i značka Společenství nezávislých států). Šlo o Redkinův ojedinělý a velmi nečekaný úspěch. Jeho zlato patří k největším překvapením v historii olympijského biatlonu. Jeho nejlepším výsledkem z mistrovství světa je týmové zlato ze šampionátu v Novosibirsku roku 1996, jinak jeho nejlepším individuálním výkonem na světovém šampionátu bylo až 28. místo ve sprintu roku 1993. Po skončení závodní kariéry se stal sportovním funkcionářem a řídil též biatlonový komplex v rodném Chanty-Mansijsku.